# Giulio Capitanio
Giulio Capitanio (Schilpario, 6 marzo 1952) è un ex fondista italiano.

## Biografia
Nato nel 1952 a Schilpario, in provincia di Bergamo, a 23 anni ha partecipato ai Giochi olimpici di Innsbruck 1976, chiudendo 21º con il tempo di 46'51"14 nella 15 km, 28º in 1h35'58"29 nella 30 km e 7º in 2h12'07"12 nella staffetta 4 × 10 km insieme a Tonino Biondini, Renzo Chiocchetti e Ulrico Kostner.
4 anni dopo ha preso parte di nuovo alle Olimpiadi, quelle di Lake Placid 1980, terminando 39º con il tempo di 45'10"40 nella 15 km, 27º in 1h33'07"48 nella 30 km, 19º in 2h37'01"40 nella 50 km e 6º in 2h01'09"93 nella staffetta 4 × 10 km insieme a Benedetto Carrara, Maurilio De Zolt e Giorgio Vanzetta.
A 31 anni ha partecipato ai suoi terzi Giochi, Sarajevo 1984, arrivando 24º con il tempo di 43'50"8 nella 15 km, 26º in 1h34'22"6 nella 30 km, 34º in 2h28'51"7 nella 50 km e 7º in 1h59'30"3 nella staffetta 4 × 10 km insieme a Maurilio De Zolt, Alfred Runggaldier e Giorgio Vanzetta.
Ai campionati italiani ha vinto 11 medaglie: 4 ori nella 50 km nel 1976, 1978, 1980 e 1983, 2 bronzi nella 30 km nel 1982 e 1984 e nella 15 km 3 ori nel 1976, 1979 e 1980 e 2 bronzi nel 1974 e 1983.

## Palmarès

### Coppa del Mondo
- Miglior piazzamento nella Coppa del Mondo di sci di fondo: 35º nel 1982.